# Uvaria hahnii
Uvaria hahnii är en kirimojaväxtart som först beskrevs av Achille Eugène Finet och François Gagnepain och som fick sitt nu gällande namn av James Sinclair.
Uvaria hahnii ingår i släktet Uvaria och familjen kirimojaväxter. Inga underarter finns listade i Catalogue of Life.